# Alan Code
Alan Dodd Code (* 1951) ist ein US-amerikanischer Philosoph und Philosophiehistoriker auf dem Gebiet der antiken Philosophie.

## Leben
Code erwarb seinen B.A. (1972), M.A. (1974) und Ph.D. (1976) an der University of Wisconsin–Madison. Er lehrte an University of Michigan (1991–1992) und der Ohio State University (1992–1998) sowie viele Jahre an der University of California, Berkeley (1977–1992, 1998–2007), bevor er Professor für Philosophie an der Rutgers University (2007–2011) wurde. Seit 2011 ist er Ward W. and Priscilla B. Woods Professor für Philosophie und ehrenhalber auch Professor für Classics an der Stanford University. Inzwischen ist er emeritiert. 2013 wurde er in die American Academy of Arts and Sciences gewählt. Einer seiner Schüler ist Christopher Bobonich.
Code arbeitet im Wesentlichen zu Aristoteles’ Metaphysik und Logik. Einige seiner Arbeiten, die hauptsächlich als Zeitschriftenaufsätze und Buchbeiträge erschienen sind, gelten als bahnbrechend auf diesen Gebieten. Er ist an der Neuedition der Metaphysik des Aristoteles von Oliver Primavesi und Marwan Rashed beteiligt.

## Schriften (Auswahl)
- The aporematic approach to primary being in Metaphysics Z. In: Canadian Journal of Philosophy 14, 1984, 1–20.
- On the origins of some Aristotelian theses about predication. In: J. Bogen, J. E. McGuire (Hrsg.), How Things Are. Studies in Predication and the History of Philosophy and Science. Springer Netherlands 1985, 101–131.
- Soul as efficient cause in Aristotle’s embryology. In: Aristotle Critical Assessments 2, 1987, 297–304.
- Aristotle’s Metaphysics as a Science of Principles. In: Revue Internationale de Philosophie 51, 1997, S. 357–378.
- Monty Furth’s Aristotle: 10 Years Later. In: Philosophical Studies 94, 1999, 69–80.
- An Aristotelian Puzzle about Definition: Metaph. VII.12. In: J. G. Lennox, R. Bolton (Hrsg.), Being, Nature and Life in Aristotle.  Cambridge 2010, 78–96.
- Comments on ‘Aristotle on the Form and Definition of a Human Being: Definitions and their Parts in Metaphysics Z 10 and 11’. In: Proceedings of the Boston Area Colloquium in Ancient Philosophy 26, 2011, 197–210.